# Comandamentul V Teritorial (1916-1918)
Comandamentul V Teritorial a fost o structură militară de tip teritorial cu misiuni de asigurare a mobilizării și de generare a forțelor de rezervă pentru unitățile din compunerea Corpului V Armată. Comandamentul avea în subordine cercurile de recrutare: Constanța, Tulcea, București, Urziceni, Oltenița, Călărași-Silistra-Bazargic, Slobozia și Brăila. La mobilizare și pe toată perioada războiului, comandamentul trebuia să asigure completarea efectivelor unităților active din  Diviziei 9 Infanterie, Diviziei 10 Infanterie  și Diviziei 15 Infanterie. Totodată, comandamentul înființa la război următoarele unități de rezervă:  Regimentul 74 Infanterie,  Regimentul 73 Infanterie,  Regimentul 75 Infanterie,  Regimentul 76 Infanterie,  Regimentul 63 Infanterie,  Regimentul 79 Infanterie,  Regimentul 78 Infanterie,  Regimentul 80 Infanterie și  Regimentul 21 Artilerie.:p. 103
La decretarea mobilizării din 14/27 august 1916, comandantul comandamentului, generalul de brigadă Eremia Grigorescu a fost mutat comandant al Diviziei 15 Infanterie iar în funcția de comandant al Comandamentului V Teritorial a fost numit generalul de divizie (rz.) Remus Boteanu. În subordinea sa au intrat nou înființatele Comandamente Teritoriale ale Diviziilor 9 și 10 Infanterie, comandate de generalii de brigadă (rz.) Dumitru Văleanu și Gheorghe Marcu.:p. 49